# Hraniční buk (Teslíny)
Hraniční buk na Teslínech v obci Věšín v okrese Příbram je starý památný strom, poslední živý hraniční strom v Brdech. Byl zachycen již v nejstarších lesnických mapách a značil hranice majetku benediktínů na Kolvíně. Stojí u lesa vlevo od silnice z Věšína za historickou stodolou (dnes již značně poškozenou).

## Základní údaje
- název: Hraniční buk v Teslínech, Teslínský buk, Košatý buk[3]
- výška: 29,5 m (17. 11. 1999)[4], 16 m[1][3]
- obvod: 515 (1977)[4], 566 (1985)[4], 591 cm (17. 11. 1999)[1][4], 602 cm (2002)[3], 610 cm[5]
- průměr koruny (1999): 12 m[4]
- věk: přes 300 let[5], necelých 300 let[2], 300 let[3]
- zdravotní stav: 3,5 (1999)[4]
- sanace: 14. dubna 2011[2]

## Stav stromu a údržba
Strom, původně bohatě rozvětvený dvoják, je těžce poškozen dřevokaznými houbami. Boční kmen poškodil zásah blesku a zbytek vylomila vichřice. Tím se otevřela další velká rána do již narušeného kmene. Roku 2010 ho proto ZO ČSOP Střední Brdy přihlásili do projektu Zdravé stromy pro zítřek, který zaštiťuje Nadace partnerství. Teslínskému buku bylo následně uděleno bezplatné ošetření realizované arboristy Jiřím Kořínkem a Janem Svárovským dne 14. dubna 2011. Zajímavostí je větev, která se vrací do kmene a vytváří okno.

## Galerie

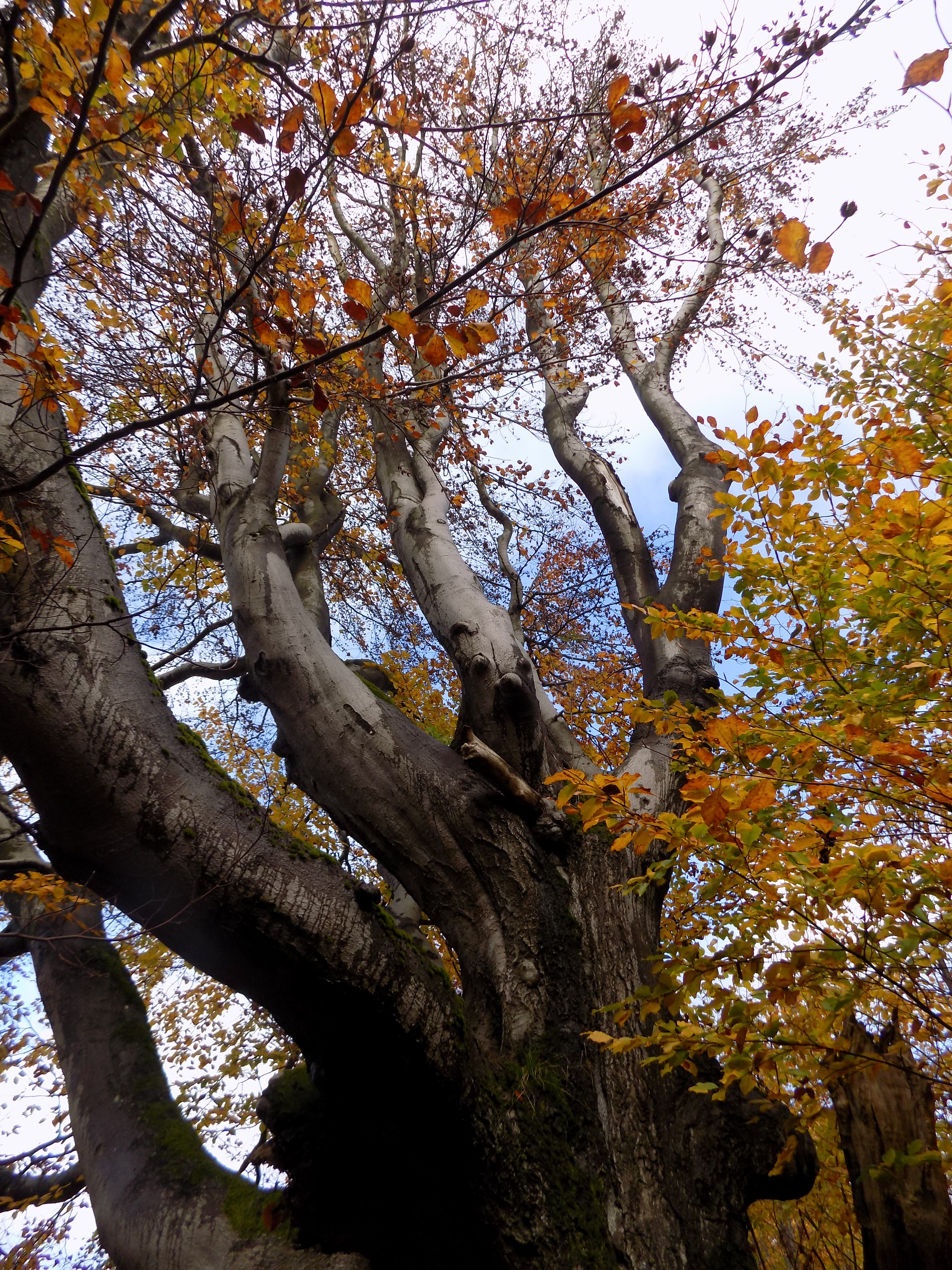
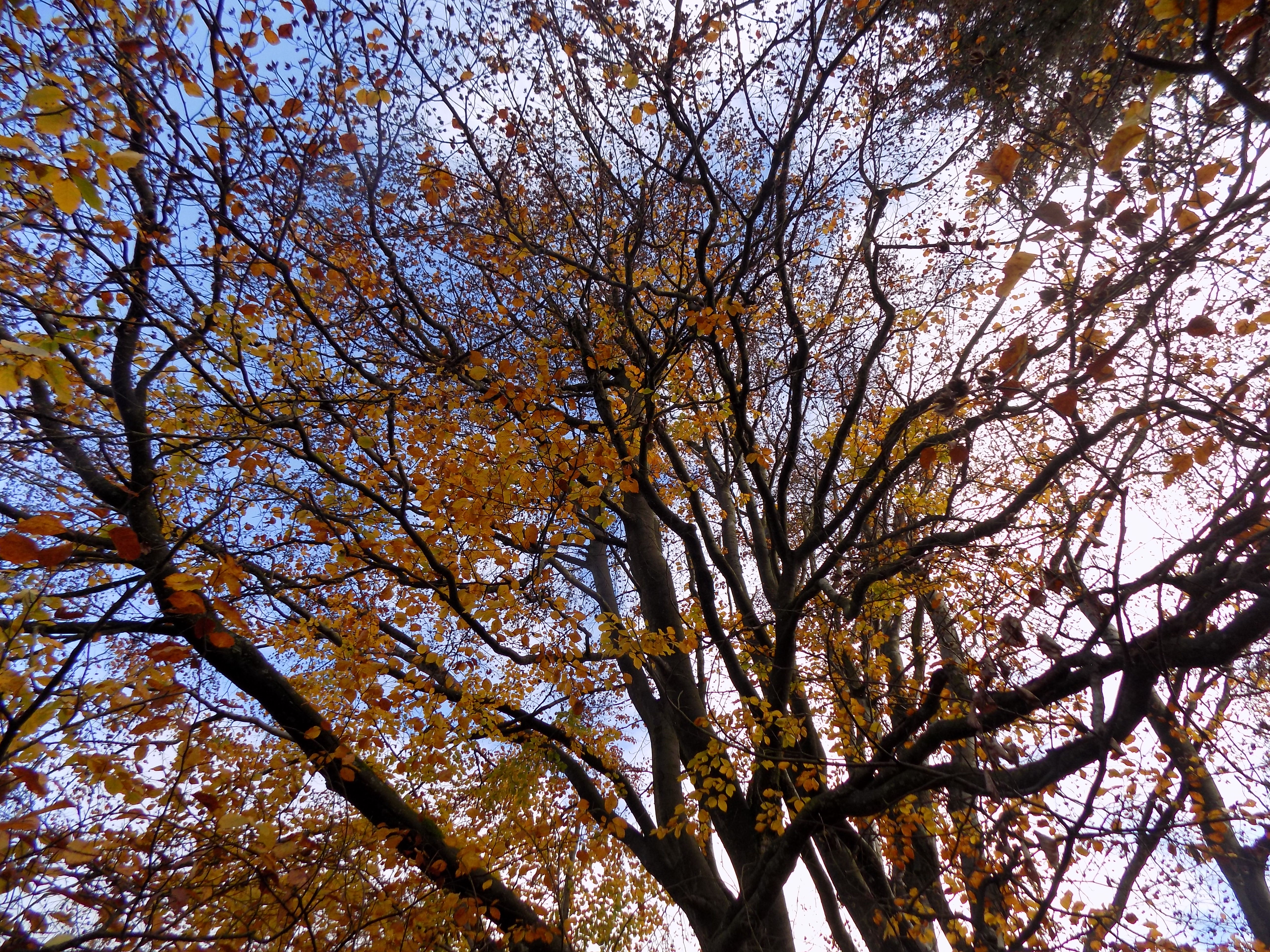
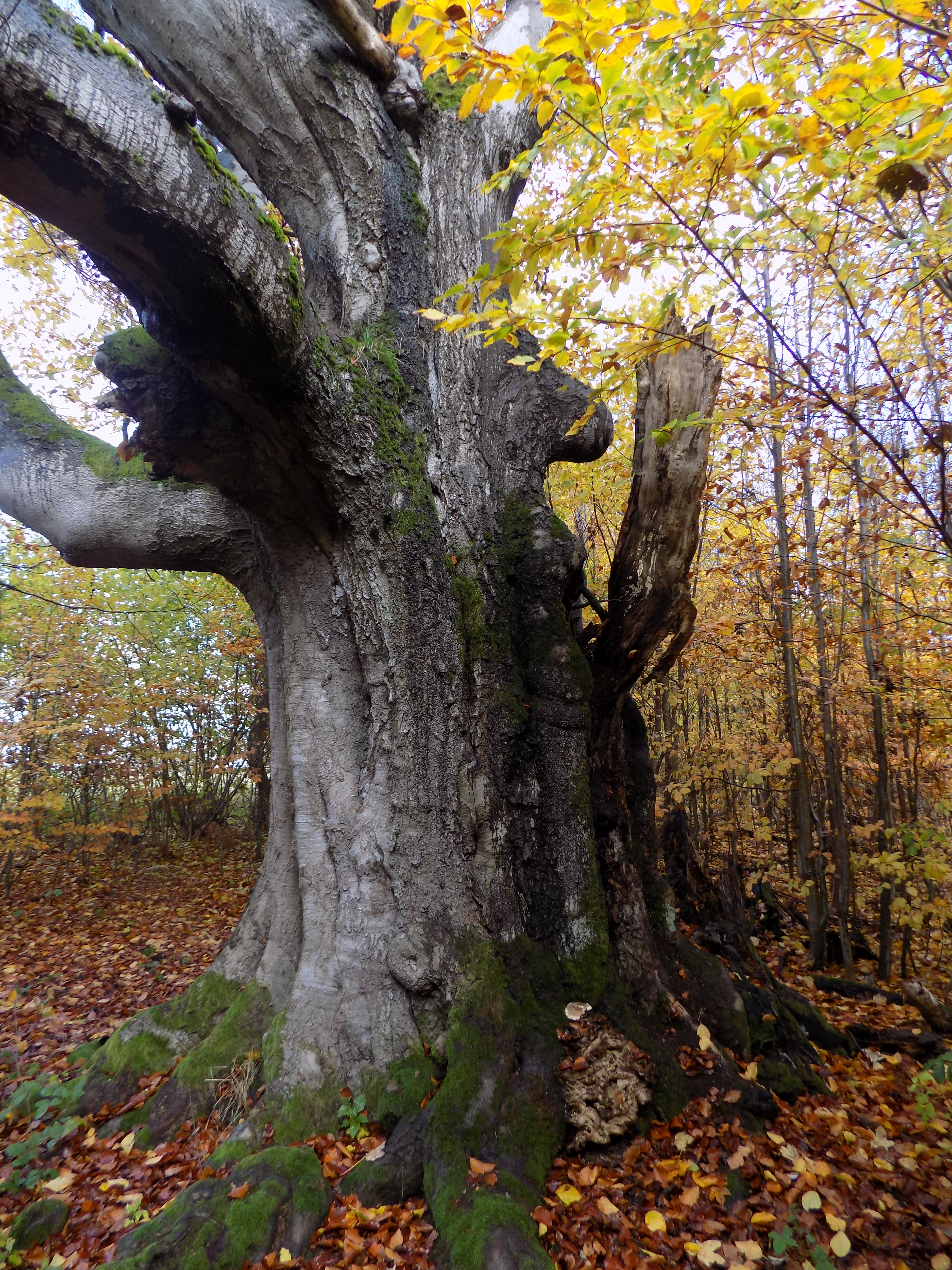
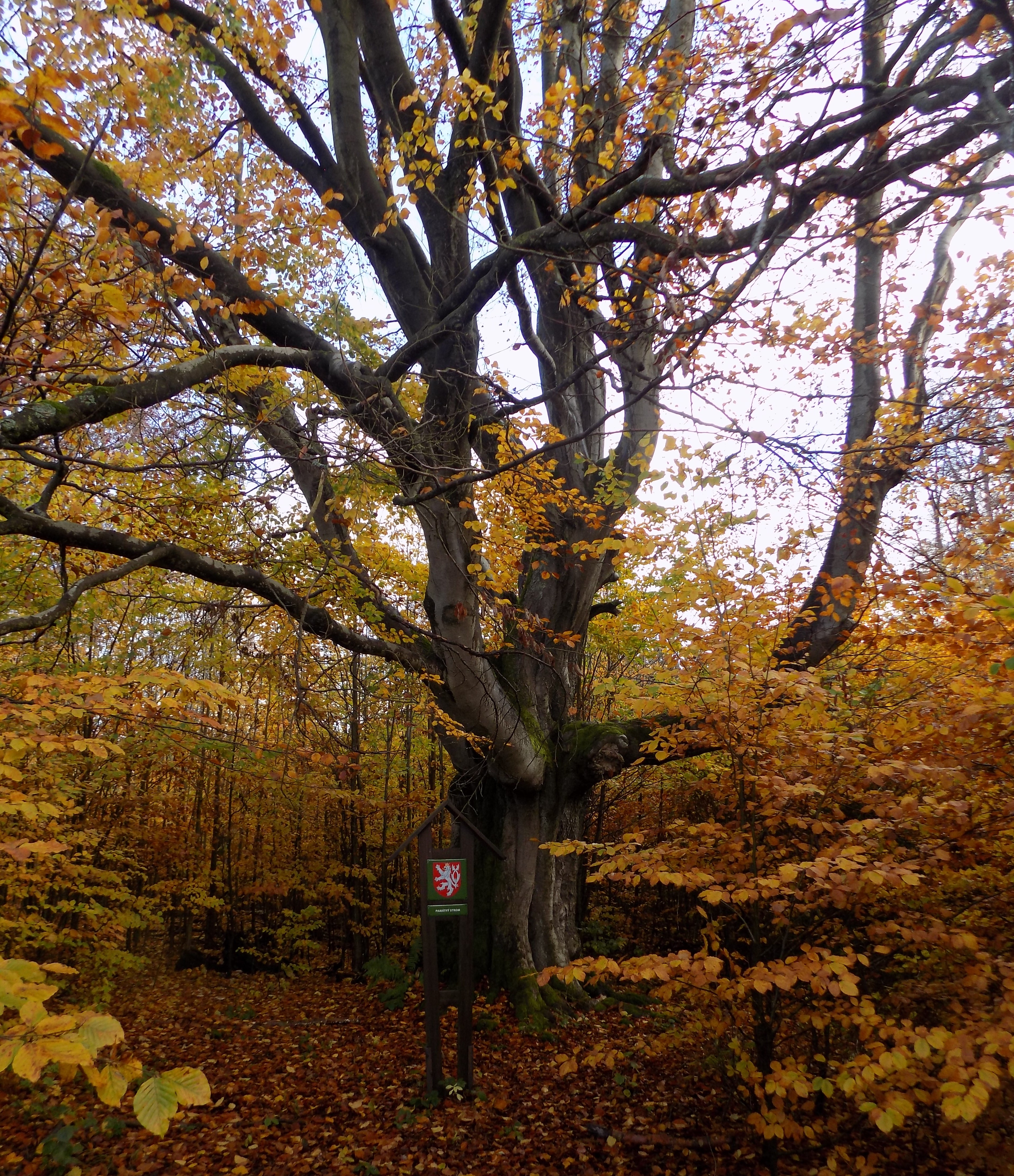

## Další zajímavosti
Teslínskému buku byl věnován prostor v televizním pořadu Paměť stromů, konkrétně v dílu č. 15. Stromy s NEJ. Patří nejen k posledním hraničním stromů v naší zemi (poslední v Brdech), ale je i nejmohutnějším bukem Středočeského kraje a pravděpodobně se už řadí i do pětice nejmohutnějších buků České republiky.